# Гордєєв Микола Павлович
Микола Павлович Гордєєв (нар. 1905, місто Саратов, тепер Російська Федерація — 24 травня 1978, місто Фрунзе, тепер Бішкек, Киргизстан) — радянський діяч, 2-й секретар Миколаївського обласного комітету КП(б)У, заступник голови Ради міністрів Киргизької РСР, голова Ради народного господарства Киргизької РСР. Депутат Верховної ради Киргизької РСР 3—4-го скликань. Депутат Верховної Ради СРСР 5-го скликання.

## Біографія
Народився в родині робітника. У 1917 році закінчив Астраханську церковнопарафіяльну школу.
З 1919 року працював розсильним в Управлінні місцевого плавання в Астрахані, був учнем слюсаря. У 1921—1925 роках — слюсар майстерень комунального відділу міста Саратова; чорнороб і конторник рибних заводів «Тумак» і «Комардан» Астраханської губернії.
У 1925—1927 роках — слухач радянсько-партійної школи в Астрахані.
Член ВКП(б) з 1927 року.
У 1927—1932 роках — на комсомольській, партійній та профспілковій роботі в Астраханському окрузі.
У 1932—1938 роках — студент Свердловського гірничого інституту.
У 1938—1940 роках — завідувач шахт № 205 та №  4/6 тресту «Челябвугілля» в місті Копейську, головний інженер тресту «Челябвугілля» («Копейськвугілля»).
У березні 1940 — березні 1941 року — 1-й секретар Копейського міського комітету ВКП(б) Челябінської області.
1 квітня 1941 — серпень 1943 року — секретар Челябінського обласного комітету ВКП(б) із вугільної промисловості та енергетики.
У серпні 1943 — квітні 1945 року — заступник секретаря Челябінського обласного комітету ВКП(б) із вугільної промисловості, завідувач відділу вугільної промисловості Челябінського обласного комітету ВКП(б).
У квітні 1945 — березні 1947 року — 3-й секретар Миколаївського обласного комітету КП(б)У.
У березні (затв. у лютому) 1947 — вересні 1948 року — 2-й секретар Миколаївського обласного комітету КП(б)У.
У 1948—1951 роках — слухач Вищої партійної школи при ЦК ВКП(б).
У 1951—1956 роках — секретар Ошського обласного комітету КП(б) Киргизії, 2-й секретар Ошського обласного комітету КП Киргизії.
У 1956 — 30 серпня 1958 року — заступник голови Ради міністрів Киргизької РСР.
У червні 1957 — серпні 1958 року — голова Ради народного господарства (раднаргоспу) Киргизької РСР.
У серпні 1958 — 1961 року — 1-й заступник голови Ради народного господарства Киргизької РСР.
З 1961 року — персональний пенсіонер союзного значення в місті Фрунзе (тепер — Бішкек).

## Нагороди
- три ордени Трудового Червоного Прапора (1943, 23.01.1948,)
- медаль «За трудову відзнаку» (17.02.1939)
- медалі
- Почесна грамота Верховної ради Киргизької РСР (.11.1955)